# Museu Anton Bruckner
El Museu Anton Bruckner és un museu sobre el compositor Anton Bruckner (1824–1896), a Ansfelden, a prop de Linz, a l'alta Àustria. L'edifici és el lloc de naixement del compositor.

## Descripció

### La vida de Bruckner
El museu era originalment un edifici escolar i una residència per a professors. Es va associar a la família Bruckner des de 1777; L'avi i el pare d'Anton Bruckner eren mestres d'aquí. Anton Bruckner va néixer a l'apartament del mestre el 4 de setembre de 1824. De noi cantava al cor del monestir de St Florian, a la propera ciutat de St Florian. Als 17 anys va ser professor adjunt a Freistadt i el 1851 es va convertir en organista al monestir de St Florian.
Després de guanyar un concurs, es va convertir en organista de la catedral de Linz el 1855. Es va traslladar a Viena el 1868, on va ser organista de la cort, professor universitari, i es va fer famós com a compositor, sobretot de simfonies.
Va morir el 1896; està enterrat a la cripta del monestir de St Florian, al costat de l'orgue.

### El Museu
El 1907 l'edifici va passar a ser una escola. El 1968 va ser adquirit per l'Estat de l'Àustria Alta i el 1972 es va obrir com a lloc commemoratiu. Es va actualitzar el 1987 i, després d'una àmplia renovació, es va tornar a obrir el 2014.
En diverses sales, el museu dona una impressió de la vida i l'obra del compositor i de la comunitat local de la seva vida. Hi ha elements associats al compositor, en particular la consola barroca de l'orgue de St Florian, que Bruckner va tocar. Hi ha instruments musicals fabricats a Linz a mitjan segle xix i un model d'Ansfelden de 1820.